# Oidiodendron maius
Oidiodendron maius (lat.) je saprotrofní vřeckovýtrusná houba, která také tvoří erikoidní mykorhizu s rostlinami z čeledi vřesovcovité (lat. Ericaceae).

## Objev
Poprvé byl identifikován v roce 1962 ze vzorků rašelinových půd v Kanadě.

## Klasifikace
Oidiodendron maius je eukaryotický organismus z říše hub, patří do oddělení Ascomycota (houby vřeckovýtrusé), třídy Leotiomycetes. Rod Oidiodendron náleží čeledi Myxotrichaceae.

## Popis
V laboratoři se kultivuje na tuhém bramboro-dextrózovém agaru (PDA) při 25 °C. Kolonie čisté kultury jsou bílé. Tato houba patří k houbám nedokonalým, u kterých rozmnožování probíhá nepohlavně, vytvářením konidií s jediným haploidním jádrem. Konidiofory O. maius jsou velmi dlouhé (do 500 μm) a vlnité. Konidie pak vyklíčí do homokaryotického mycelia. Genom teto houby již byl úplně sekvenován.

### Mykorhiza
Rostliny z čeledi Ericaceae  rostou obvykle na silně kyselých a živinami chudých půdách. Na jejich výživě  se podílí právě mykosymbiont O. maius, který disponuje širokým spektrem enzymů degradujících polysacharidy, lipáz a proteáz. V symbióze jsou nejvíc upregulované aspartátové, glutamové a subtilisinové proteázy. Tyto enzymy umožňují rozkládat organické látky v humusu při nízkém pH a čerpat živiny z komplexních organických zdrojů pro rostliny nepřístupných, jako jsou proteiny, pektiny, celulóza, hemicelulóza a chitin. Navíc tato houba dokáže rozložit buněčnou stěnu rašeliníku, jejíž struktura je analogická k buněčné stěně stromů. O. maius kolonizuje rhizodermální buňky, případně svrchní vrstvy primární kůry kořene. Podobně jako orchideoidní mykorhiza tvoří uvnitř buňky smotky a každá rhizodermalní buňka je kolonizována jako samostatná jednotka. Symbióza s houbou pomáhá rostlinám řešit problém s obtížnou dostupností dusíku a fosforu – ten je vázán hlavně v organické formě, často v komplexech se železem a hliníkem. Houba musí být tolerantní k těmto kovům.

### Tolerance k těžkým kovům
Podrobný mechanismus přijmu a sekvestrace těžkých kovů u hub zatím není vyjasněn. Ale v řadě studiích bylo ukázáno, že je tolerantní k Cd, Fe a Zn. Některé druhy Oidiodendron jsou schopné růstu i na velmi vysokých koncentracích Al, přesahujících 12 mM. Zajímavým proteinem identifikovaným v O. maius Zn byl enzym agmatináza, klíčový enzym v biosyntéze polyaminů, kdy přeměňuje agmatin na putrescin. U rostlin se akumulace polyaminů jeví jako univerzální reakce na vnější stres, včetně přítomnosti toxických těžkých kovů.  V houbách jsou polyaminy nezbytné pro podporu růstu a regulaci široké škály biologických procesů.  Akumulace polyaminů v reakci na těžké kovy byla zkoumána v ektomykorhizní houbě Paxillus involutus, u které se po expozici olovu a zinku specificky zvýšila buněčné koncentrace některých polyaminů. Studie naznačují, že biosyntetická dráha vedoucí k jejich tvorbě je v O. maius Zn indukována jak zinkem, tak kadmiem.